# Bell Witch (Band)
Bell Witch ist ein 2010 gegründetes Funeral-Doom-Duo.

## Geschichte
Der Bassist Dylan Desmond und der Schlagzeuger Adrian Guerra gründete Bell Witch 2010. Im darauf folgenden Jahr spielte das Duo ein selbstbetiteltes Demo ein, welches seither über diverse Label herausgegeben wurde. Das Demo ermöglichte Bell Witch einen Vertrag mit dem kanadischen Label Profound Lore Records, wo 2012 das offizielle Debüt Longing erschien. Das mit dem Gastsänger Erik Moggridge eingespielte Longing wurde international positiv aufgenommen. Im Jahr 2018 wurde das Album in einer Liste des Webzines Cvlt Nation neben Sanctuary in the Depths von Solemn They Await, Funeral Impressions von Frowning, V – Oceans von SLOW und Endeligt von Nortt zu den „unterbewertesten Alben des Genres“ gerechnet. Moggridge beteiligte sich seither an den Aufnahmen der Band, wurde allerdings nicht zum Mitglied der Band.
Mit der Veröffentlichung des zweiten Studioalbums Four Phantoms und den anschließenden Auftritten in Europa und Amerika erlangte das Duo internationale Bekanntheit. In Rezensionen wurde das von Billy Anderson produzierte Album hoch gelobt. Hinzukommend wurde es in die Funeral-Doom-Jahresbestenlisten des Webzines Cvlt Nation aufgenommen. Auftritte bei renommierten Independent- und Doom-Metal-Veranstaltungen wie dem Roadburn Festival unterstützten indes die wachsende Bekanntheit der Gruppe. Nachdem die Band in ihre Heimat Seattle zurückgekehrt war, forderte Desmond den Schlagzeuger Guerra auf seinen Alkoholkonsum zu reduzieren oder die Band zu verlassen, da Guerras Konsum einen weiteren Erfolg der Gruppe behindere. Guerra verließ daraufhin die Band und wurde durch Desmonds damaligen Mitbewohner und Bell Witchs Tour-Manager Jesse Shreibman ersetzt. Ein Jahr nach dem Bruch mit Bell Witch erlitt Guerra einen Herzanfall und verstarb. Das 2017 erschienene Album Mirror Reaper wurde seinem Andenken gewidmet und enthält einige verbliebene Gesangsaufnahmen Guerras. Das erneut von Anderson produzierte Mirror Reaper erschien im Oktober 2017 und wurde ebenso wie Four Phantoms von Rezensenten hoch gelobt. Die Redaktionen der Webzines Metal Injection und Cvlt Nation wählten das Album unter die besten Funeral-Doom-Alben des Jahres. Metal Injection vergab an Mirror Reaper den zweiten, Cvlt Nation den ersten Platz. Das Rolling Stone wählte das Album gar auf Platz 13 der 20 besten Metal Alben des Jahres. Im Anschluss an die Veröffentlichung beging das Duo erneut Tourneen durch Europa und Nordamerika.

## Stil
Bell Witch werden dem Funeral Doom zugerechnet. Das Duo wird mitunter mit Esoteric, Cough, Dragged into Sunlight, Ahab, Pallbearer und Loss verglichen. Die Atmosphäre wird als genretypisch düster beschrieben. Die Musik sei durch die für den Funeral Doom übliche repetitive Struktur und zähflüssige Geschwindigkeit gekennzeichnet. So wird die Instrumentierung mit Adjektiven wie zäh, einfach und schleppend versehen.
Das Duo verzichtet auf eine Gitarre, anstelle dessen spielt Desmond einen sechssaitigen E-Bass. Sein Spiel wird als simpel sowie effektiv und melodisch-düster umschrieben. Der Gesang variiere unterdessen zwischen Klargesang der als ätherisch und als fast zerbrechlich wahrgenommen wird und gutturalem Growling. Das Schlagzeugspiel wird hingegen als schleppend und zugleich wuchtig bezeichnet.

## Diskografie
- 2011: Bell Witch (Demo, Selbstverlag)
- 2012: Longing (Album, Profound Lore Records)
- 2015: Four Phantoms (Album, Profound Lore Records)
- 2017: Mirror Reaper (Album, Profound Lore Records)
- 2023: Future's Shadow Part 1: The Clandestine Gate (Album, Profound Lore Records)